# Boríssoglebovka
Boríssoglebovka (en rus: Борисоглебовка) és un poble de l'óblast de Saràtov, a Rússia, segons el cens del 2020 tenia 577 habitants. Pertany al districte municipal de Mokroús.